# Die deutsche Schule im Auslande
Die deutsche Schule im Auslande war eine ab 1901 und bis 1938 erschienene Zeitschrift und laut ihrem Untertitel zugleich das „Organ des Vereins Deutscher Lehrer im Auslande [und die] Monatsschrift für nationale Erziehung in der deutschen Schule und Familie.“
Das monatlich bei Heckner in Wolfenbüttel erschienene Blatt diente als Beilage zu dem Periodikum Adreß-Handbuch und Lehrmittel-Verzeichnis für die deutschen Auslandschulen und bis 1919 auch für die Zeitschrift Das Deutschtum im Ausland.
Zur Zeit des Nationalsozialismus wurde die Schrift 1938 zunächst eingestellt, um in der Nachkriegszeit unter dem Titel Deutsche Lehrer im Ausland fortgesetzt zu werden.
Die Zeitschriftendatenbank erschloss das Blatt im Sondersammelgebiet 5,3 in der Sachgruppe Erziehungs-, Schul- und Bildungswesen.